# Hans Bänninger
Hans Bänninger (né le 17 mars 1924 à Zurich, mort le 22 août 2007 dans la même ville)  est un joueur professionnel suisse de hockey sur glace.

## Carrière
Après une formation à l'EHC Zurich-Enge, il fait toute sa carrière au  Zürcher SC de 1943 à 1954. Sa carrière s'arrête lors d'un match à Arosa en 1953 après qu'un palet dans le visage a causé une sérieuse commotion cérébrale, la quatrième de sa carrière.
Hans Bänninger a 68 sélections dans l'équipe de Suisse. Il participe aux Jeux olympiques de 1948, où la Suisse à domicile prend la médaille de bronze, et aux Jeux olympiques de 1952. Il fait également partie de l'équipe de son pays aux Championnats du monde en 1950 et 1951, où il gagne aussi les médailles de bronze ces deux années. La Suisse est aussi championne d'Europe en 1950.

## Statistiques en équipe nationale
| Année | Événement            |   | PJ | V | D | Pr/N | Min | BC | Moy | % Arr | Bl | Pun                |  | Résultat |
| 1947  | Championnat du monde | 3 | 1  | 0 | 0 | 81   | 4   |    |     | 0     |    | 4e place           |  |          |
| 1948  | Jeux olympiques      | 4 | 3  | 1 | 0 | 240  | 6   |    |     | 2     |    | Médaille de bronze |  |          |
| 1949  | Championnat du monde | 4 | 2  | 2 | 0 | 240  | 17  |    |     | 0     |    | 5e place           |  |          |
| 1950  | Championnat du monde | 7 | 4  | 3 | 0 | 330  | 29  |    |     | 0     |    | Médaille de bronze |  |          |
| 1951  | Championnat du monde | 4 | 3  | 0 | 1 | 236  | 6   |    |     | 0     |    | Médaille de bronze |  |          |
| 1952  | Jeux olympiques      | 5 | 3  | 2 | 0 | 260  | 17  |    |     | 1     |    | 5e place           |  |          |
| 1953  | Championnat du monde | 3 | 1  | 2 | 0 | 140  | 16  |    |     | 0     |    | Médaille de bronze |  |          |